# Mandalay Bay
Mandalay Bay là một khu nghỉ dưỡng kết hợp sòng bạc với 43 tầng cao nằm ở đầu phía Nam của Dải Las Vegas, thuộc thành phố Paradise, Nevada. Khu nghỉ dưỡng được Vici Properties sở hữu và MGM Resorts International điều hành. Khu nghỉ dưỡng này do Circus Circus Enterprises phát triển với tổng vốn đầu tư lên đến 950 triệu USD và chính thức đi vào hoạt động vào ngày 2 tháng 3 năm 1999, tọa lạc trên vị trí trước đây của Hacienda.

## Lịch sử
Khu nghỉ dưỡng Mandalay Bay hiện nay tọa lạc tại vị trí trước đây là khách sạn và sòng bài Hacienda, nằm ở khu vực cuối phía Nam của Dải Las Vegas. Vào năm 1995, tập đoàn Circus Circus Enterprises đã mua lại Hacienda với giá 80 triệu USD, đồng thời mua thêm một khu đất liền kề rộng 74 mẫu Anh (30 ha) ngay phía Nam với giá 73 triệu USD. Kế hoạch cho dự án khu nghỉ dưỡng mới mang tên Mandalay Bay được công bố vào tháng 6 cùng năm, với mục tiêu thay thế cho Hacienda.
Hacienda chính thức ngừng hoạt động vào ngày 1 tháng 12 năm 1996 . Kế hoạch thay thế được công bố ngay sau đó, khu nghỉ dưỡng mới có kinh phí đầu tư từ 800 triệu đến 1 tỷ USD. Dự án Paradise khởi công năm 1997 gặp sự cố lún đất vào năm 1998. Lõi tòa nhà sụt 43 cm, một phần khác lún 5 cm. Tin đồn về sự cố khiến giá cổ phiếu Circus Circus giảm. Vấn đề được giải quyết bằng cách lắp đặt 536 cọc siêu nhỏ với chi phí 8-10 triệu USD. Thiệt hại chỉ là những vết nứt nhỏ tại khu vực bãi đậu xe.
Tháng 2 năm 1998, dự án chính thức được đổi tên thành Mandalay Bay. Mandalay Bay tiêu tốn 950 triệu USD để xây dựng, trở thành dự án tốn kém nhất của Circus Circus cho đến nay. Công ty dự kiến chi hơn 10 triệu USD cho chiến dịch quảng cáo trên báo in và truyền hình trước khi khu nghỉ dưỡng khai trương.
Mandalay Bay chính thức mở cửa lúc 22:00 ngày 2 tháng 3 năm 1999, sau buổi lễ VIP với nhiều người nổi tiếng. Lễ khai mạc có bộ ba Anh em nhà Blues dẫn đầu đoàn rước 200 xe máy và cùng Bob Dylan biểu diễn tại House of Blues. Khu nghỉ dưỡng tạo ra 5.000 việc làm, 30% nhân viên đến từ các cơ sở Circus Circus khác. Sau sự kiện khai trương thành công, tập đoàn đổi tên thành Mandalay Resort Group vào năm 1999 để khẳng định vị thế của Mandalay Bay như tài sản hàng đầu.
Năm 2002, Mandalay Bay đã xin phép chính phủ Mỹ và Trung Quốc để nhập khẩu hai chú gấu panda để trưng bày tại khu nghỉ dưỡng . Mục đích là thu hút khách du lịch và đóng góp 50 triệu USD mỗi năm cho nỗ lực bảo tồn gấu trúc của Trung Quốc. Tuy nhiên, dự án bị chỉ trích là bóc lột động vật và cuối cùng không được chấp thuận. Năm 2003, Mandalay Bay mở rộng thêm trung tâm hội nghị và tòa tháp khách sạn thứ hai. Hai năm sau, khu nghỉ dưỡng được MGM Mirage mua lại. Năm 2006, Mandalay Bay bị điều tra vì vi phạm Đạo luật Người khuyết tật Hoa Kỳ và phải chi 20 triệu USD để sửa chữa. Cuối năm 2012, khu nghỉ dưỡng bắt đầu cải tạo lớn đầu tiên.
Tháng 1 năm 2020, Mandalay Bay trở thành địa điểm trước và sau trận đấu của Las Vegas Raiders. Cùng tháng, MGM Resorts thông báo bán Mandalay Bay cho liên doanh MGM Growth Properties và The Blackstone Group. MGM sở hữu 50,1% liên doanh, Blackstone sở hữu phần còn lại. MGM Resorts sẽ tiếp tục vận hành khu nghỉ dưỡng . Thỏa thuận hoàn tất vào tháng 2 năm 2020. Vici Properties mua MGM Growth vào tháng 4 năm 2022, sau đó mua lại cổ phần của Blackstone tại Mandalay Bay vào tháng 1 năm 2023.

### Vụ xả súng năm 2017
Ngày 1 tháng 10 năm 2017, Stephen Paddock nổ súng từ phòng khách sạn tầng 32 xuống đám đông xem nhạc hội đối diện. Hắn ta giết 60 người, làm bị thương 867 người và tự sát trước khi cảnh sát đến.  Đây là vụ xả súng hàng loạt nguy hiểm nhất do một tay súng đơn độc thực hiện trong lịch sử Hoa Kỳ.
Mandalay Bay vẫn mở cửa sau vụ xả súng , nhưng doanh thu giảm do lượng khách đến thăm ít hơn. Hàng trăm nhân viên bị sa thải. Lợi nhuận dần được cải thiện  và khu nghỉ dưỡng phục hồi gần như hoàn toàn vào năm 2019.
Sau vụ xả súng, an ninh tại khu nghỉ dưỡng được tăng cường. MGM thông báo sẽ không cho thuê căn phòng của Paddock cho khách trong tương lai. Các tầng 31-34 được đánh số lại thành 56-59. Nhiều nạn nhân kiện MGM vì an ninh lỏng lẻo, và hai bên cuối cùng đã giải quyết với số tiền 800 triệu USD.

## Đặc điểm
Khu nghỉ dưỡng Mandalay Bay rộng 120 mẫu Anh, bao gồm sòng bài rộng 147.992 ft vuông. Sòng bài ban đầu có 122 trò chơi trên bàn và 2.400 máy đánh bạc. Nơi đây từng có sòng bài thể thao lớn nhất Las Vegas với 31 màn hình tivi. Sàn sòng bài được cải tạo vào năm 2013, và khu vực cá cược thể thao được nâng cấp vào năm 2018.
Mandalay Bay mang chủ đề Biển Nam nhiệt đới với các đài phun nước và bể cá khắp khu nghỉ dưỡng. Sảnh khách sạn có bể cá hai tầng chứa 48.000 lít nước. Nổi bật nhất là Shark Reef, một bể cá 4.9 triệu lít với chủ đề cá mập, mở cửa vào năm 2000 và là thủy cung lớn nhất trên Strip. Trung tâm Sự kiện Mandalay Bay (nay là Michelob Ultra Arena) có 12.000 chỗ ngồi, được khánh thành vào năm 1999. Nơi đây tổ chức nhiều sự kiện giải trí và thể thao. Trung tâm Hội nghị Mandalay Bay, một trong những trung tâm lớn nhất Hoa Kỳ, được xây dựng sau vụ 11 tháng 9 và khai trương vào năm 2003. Hoạt động hội nghị đóng góp đáng kể vào doanh thu của khu nghỉ dưỡng.
Bảo tàng Kho báu Mandalay Bay từng là điểm nhấn của khu nghỉ dưỡng với bộ sưu tập tiền tệ quý hiếm trị giá hơn 40 triệu USD. Hai tờ 100.000 USD độc đáo là một trong những điểm thu hút du khách.

### Khách sạn
Ngoài khách sạn chính, Mandalay Bay còn có hai khách sạn khác: Delano Las Vegas và Four Seasons (Khách sạn Bốn Mùa). Khách sạn Bốn Mùa chung tòa tháp với Mandalay Bay, còn Delano nằm ở tòa tháp riêng. Mandalay Bay có 3.209 phòng trong tòa tháp hình chữ Y, cao 43 tầng. Tòa tháp được trang trí bằng đèn neon vàng và gương màu vàng. Các tầng trên cùng được đánh số từ 60 đến 63, với Khách sạn Bốn Mùa chiếm tầng 35 đến 39 và Mandalay Bay quản lý tầng 40 đến 42. Một câu lạc bộ được gọi là Phòng Foundation hoạt động ở tầng trên cùng.
Ban đầu, khách sạn được biết đến với tên THEhotel tại Mandalay Bay khi chính thức ra mắt vào năm 2003. Sau đó, vào năm 2014, khách sạn được đổi tên thành Delano Las Vegas. Delano Las Vegas sở hữu 43 tầng cao cùng 1.117 phòng nghỉ, tất cả đều được thiết kế theo dạng dãy phòng sang trọng.
Ngay sau khi MGM mua lại khu nghỉ dưỡng Mandalay Bay vào năm 2006, một đợt nâng cấp phòng khách sạn đã được thực hiện. Một đợt cải tạo lớn hơn kéo dài từ năm 2015 đến năm 2016 với kinh phí 100 triệu USD đã được triển khai nhằm nâng cao chất lượng phòng ốc.

#### Khách sạn Bốn Mùa
Tháng 6 năm 1996, Circus Circus Enterprises đã bắt tay hợp tác với Khách sạn Bốn Mùa nhằm đưa vào vận hành một khách sạn cao cấp liền kề Mandalay Bay. Sau quá trình xây dựng, Khách sạn Bốn Mùa chính thức ra mắt cùng khu nghỉ dưỡng vào ngày 2 tháng 3 năm 1999, đánh dấu cột mốc quan trọng khi thương hiệu khách sạn sang trọng này lần đầu tiên đặt chân đến Las Vegas. Việc xây dựng Four Seasons mang mục tiêu cạnh tranh trực tiếp với các khu nghỉ dưỡng cao cấp khác trên Dải như Bellagio, góp phần nâng tầm trải nghiệm du lịch và khẳng định vị thế đẳng cấp của Mandalay Bay.
Khách sạn Bốn Mùa sở hữu 424 phòng nghỉ cùng một loạt tiện nghi cao cấp như nhà hàng, sảnh khách, spa, câu lạc bộ sức khỏe trong khuôn viên hai tầng riêng biệt nằm ở phía Nam khách sạn Mandalay Bay. Hầu hết các tiện nghi tại đây chỉ dành riêng cho khách lưu trú tại Khách sạn Bốn Mùa, tạo nên sự riêng tư và đẳng cấp. Khách sạn không có sòng bài, nhưng du khách Khách sạn Bốn Mùa có thể thoải mái tận hưởng sòng bài cùng các tiện nghi khác của Mandalay Bay.
Khách sạn Bốn Mùa nhận được sự chào đón nồng nhiệt từ du khách kể từ khi khai trương vào năm 1999. Nơi đây liên tục được vinh danh với Giải thưởng Năm viên kim cương AAA, khẳng định chất lượng dịch vụ và tiện nghi đẳng cấp. Khách sạn Bốn Mùa là khách sạn đầu tiên tại Thung lũng Las Vegas đạt được giải thưởng danh giá này. Năm 2000, Khách sạn Bốn Mùa tiếp tục tạo dấu ấn khi trở thành khách sạn đầu tiên trong khu vực sở hữu bếp kosher chuyên biệt, đáp ứng nhu cầu ẩm thực đa dạng của du khách. Cuối năm 2012, khách sạn hoàn thành quá trình cải tạo, nâng cấp cơ sở vật chất và dịch vụ, mang đến trải nghiệm lưu trú hoàn hảo hơn cho du khách.

### Nhà hàng
Mandalay Bay sở hữu 15 nhà hàng, trong đó 11 nhà hàng cho thuê. Hầu hết các nhà hàng mở cửa cùng khu nghỉ dưỡng vào năm 1999, ba nhà hàng còn lại sau đó mới mở cửa.
Nhà hàng Aureole do đầu bếp Charlie Palmer thiết kế từng là điểm nhấn ấn tượng tại Mandalay Bay. Lấy cảm hứng từ nhà hàng cùng tên ở Manhattan, Aureole Las Vegas sở hữu tháp rượu vang 4 tầng bằng kính và thép độc đáo, có thể chứa tới 10.000 chai rượu vang. Tuy nhiên, Aureole đã đóng cửa vào tháng 4 năm 2023, nhường chỗ cho Retro, một nhà hàng mới mang phong cách hoài cổ của hai đầu bếp anh em Bryan và Michael Voltaggio.

## Trong văn hóa đại chúng
Năm 1999, Phim "Play It to the Bone" chọn Mandalay Bay làm bối cảnh cho một số cảnh quay. Năm 2003, Mandalay Bay tiếp tục xuất hiện trong phim "Las Vegas" (phần 1) với vai trò là khu nghỉ dưỡng hư cấu Montecito. Phim sử dụng sòng bạc, tiền sảnh và bể tạo sóng của Mandalay Bay trong quá trình quay. Năm 2014, Tập phim "Las Vegas" thuộc series "Modern Family" cũng được quay tại Mandalay Bay.